# Gilena (kommunhuvudort)
Gilena är en kommunhuvudort i Spanien.   Den ligger i provinsen Provincia de Sevilla och regionen Andalusien, i den södra delen av landet, 400 km söder om huvudstaden Madrid. Gilena ligger 465 meter över havet och antalet invånare är 3 811.
Terrängen runt Gilena är kuperad åt nordost, men åt sydväst är den platt. Terrängen runt Gilena sluttar västerut. Runt Gilena är det ganska tätbefolkat, med 70 invånare per kvadratkilometer. Närmaste större samhälle är Estepa, 5,5 km nordost om Gilena. Trakten runt Gilena består till största delen av jordbruksmark.